# Es ist das Heil uns kommen her, BWV 9
Es ist das Heil uns kommen her, BWV 9 (La salvació ens ha arribat), és una cantata religiosa de Johann Sebastian Bach, escrita per al sisè diumenge després de la Trinitat.

## Origen i context
La seva datació és conflictiva, per un costat el text i l'estructura són típiques del segon cicle de les cantates corals dels anys 1724 i 1725, però la major part d'especialistes la situen entre 1732 i 1735, ja que els manuscrits trobats pertanyen a aquest període més modern i, per altra banda, el sisè diumenge després de la Trinitat de l'any 1724, Bach, acompanyat d'Anna Magdalena, es trobava a Köthen dirigint un concert. El text és d'autor anònim, que s'ha inspirat en l'himne del mateix títol de Paul Speratus de l'any 1523 i que, de fet, era un Pare Nostre en catorze estrofes, de les que el llibretista n'elimina les dues últimes i transforma les altres en els set números de la cantata, conservant literalment les estrofes primera i dotzena com les parts inicial i final, i de les estrofes intermèdies en fa les àries i els recitatius de la cantata. Tracta un dels problemes cabdals de la Reforma protestant, la justificació i la salvació només per la fe, independentment de qualsevol formalitat; la idea està relaciona amb la de l'evangeli del dia (Mateu 5, 20-26), en què es condemna la hipocresia farisaica.

## Anàlisi
Escrita per a soprano, contralt, tenor, baix i cor; flauta travessera, oboè d'amor, corda i baix continu. Consta de set moviments:
1. Cor:  Es ist das Heil uns kommen her  (La salvació ens ha arribat)
2. Recitatiu (baix):  Gott gab uns ein Gesetz, doch waren wir zu schwach  (Déu ens donà una llei)
3. Ària (tenor):  Wir waren schon zu tief gesunken  (Vam caure prou baix)
4. Recitatiu (baix):  Doch musste das Gesetz erfüllet werden  (Però calia que la llei s'acomplís)
5. Ària (duet de soprano i contralt):  Herr, du siehst statt guter Werke  (Senyor, no són pas les bones accions)
6. Recitatiu (baix):  Wenn wir die Sünd aus dem Gesetz erkennen  (Quan la llei ens mostra la gravetat de les faltes)
7. Coral:  Ob sichs anließ, als wollt er nicht  (Si semblés que no et vol ajudar)

En el cor inicial la melodia la porten les veus de soprano, subratllades pel moviment imitatiu de les veus més baixes; la part instrumental hi contribueix amb un dibuix temàtic diferent, on la flauta i l'oboè tenen funcions concertants. Cal destacar que els tres recitatius són per a baix, fet no gaire habitual; atès el caràcter doctrinal i catequètic del text, Bach ho presenta com un sermó resumit, els punts principals del qual són comentats a les àries, destacant-ne així, la seva unitat argumental. L'ària per a tenor, el número 3, és un bon exemple d'una representació quasi pictòrica del text, un conjunt de girs descendents del violí i un seguit de ritmes sincopats simbolitzen el missatge: vam caure prou baix, com a metàfora de l'abisme que representa el pecat. El número 5, un duet per a soprano i contralt amb la flauta, l'oboè i el continu, és d'una complexitat notable, ja que es desenvolupa en un doble cànon. Un coral, més aviat lleuger, clou la cantata. Té una durada aproximada d'uns vint minuts.

## Discografia seleccionada
- J.S. Bach: Das Kantatenwerk. Sacred Cantatas Vol. 1. Gustav Leonhardt, King’s College Choir Cambridge, David Wilcocks (director del cor), Leonhardt-Consort, Paul Esswood, Kurt Equiluz, Max van Egmond. (Teldec), 1994.
- J.S. Bach: The complete live recordings from the Bach Cantata Pilgrimage. CD 32: St Gumbertus, Ansbach; 30 de juliol de 2000. John Eliot Gardiner, Monteverdi Choir, English Baroque Soloists, Joanne Lunn, Michael Chance, James Gilchrist, Stephen Varcoe. (Soli Deo Gloria), 2013.
- J.S. Bach: Complete Cantatas Vol. 20 . Ton Koopman, Amsterdam Baroque Orchestra & Choir, Sandrine Piau, Bogna Bartosz, James Gilchrist, Klaus Mertens. (Challenge Classics), 2007.
- J.S. Bach: Church Cantatas Vol. 3. Helmuth Rilling, Gächinger Kantorei, Bach-Collegium Stuttgart,Württembergisches Kammerorchester Helibron, Ulrike Sonntag, Gabriele Schreckenbach, Adalbert Kraus, Wolfgang Schöne. (Hänssler), 1999.
- J. S. Bach: Cantatas for the Complete Liturgical Year Vol. 18. Sigiswald Kuijken, La Petite Bande, Gerlinde Sämann, Petra Noskaiová, Christoph Genz, Jan van der Crabben. (Accent), 2014.